# Medicina u 1937.
◄◄ | ◄ | 1934. | 1935. | 1936. | 1937.  | 1938. | 1939. | 1940. | ► | ►►
Arhitektura • Astronomija • Biologija • Film • Fotografija • Glazba • Kazalište • Kemija • Kiparstvo • Knjige • Književnost • Kršćanstvo • Meteorologija • Medicina • Planinarstvo • Politika • Pravo • Promet • Slikarstvo • Strip • Šport • Televizija • Znanost • Zrakoplovstvo • Željeznički promet
Medicina u 1937.

## Svijet

### Nagrade i priznanja
- Nobelova nagrada za fiziologiju ili medicinu:

## Hrvatska i u Hrvata

### Rođenja
- 18. prosinca − Mladen Ibler, hrvatski liječnik anesteziolog († 2017.)

## Vanjske poveznice
|  | Zajednički poslužitelj ima još gradiva o temi Medicina u 1937. |